# Eva Price
Eva Price es un personaje ficticio de la serie de televisión británica Coronation Street, interpretada por la actriz Catherine Tyldesley desde el 17 de junio de 2011.

## Biografía
Eva es amiga de Kylie Turner. Entre sus historias más importantes están tener constantes enfrentamientos con su media hermana Leanne para quitarle a Nick.